# Panzerfaust
 Denne artikel omhandler våbnet. Opslagsordet har også en anden betydning, se Panzerfaust (album).
Panzerfaust (dansk: Pansernæve) er et tysk antitank-våben fra 2. verdenskrig. Et billigt våben, der var nemt at betjene, men kunne kun bruges én gang. Våbnet kunne gennemtrænge op til 200 mm stål og kunne dermed bruges effektivt mod de fleste pansrede køretøjer på den tid.
Panzerfaust blev hurtigt populær både blandt de tyske soldater, der havde dem udleveret og blandt vestallierede og sovjetiske tropper, der erobrede dem fra tyskerne. I bykamp var de særligt effektive mod fjendtlige kampvogne og kunne samtidig bruges til at sprænge huller i mure, så man kunne bevæge sig fra bygning til bygning og på den måde undgå gaderne.
Russerne udviklede deres RPG-våben ud fra dette tyske design.

## Historie
Oprindeligt kaldet Faustpatrone og udviklet af dr. Langweiler ansat hos virksomheden HASAG i Leipzig. Målet var at skabe et våben, som kunne bekæmpe den russiske T-34-kampvogn. Allerede i sommeren 1942 startede de første testaffyringer, men princippet med at holde våbnet ud i strakt arm, for at affyre det, gav store problemer med sigtet, og designet måtte ændres. Løsningen var at forlænge røret, som sprænghovedet (granaten) var monteret på. Masseproduktionen indledtes i oktober 1943. Produktionen fortsatte frem til krigens afslutning, og der udvikledes varianter med forskellig rækkevidde. Den pileformede spids på "klein"-modellen viste sig uhensigtsmæssig på skrående panser, eksempelvis T-34-kampvognen, da granaten prellede af frem for at sprænge. Løsningen var en "flad" og bredere spids, og dette design holdt man fast ved på efterfølgende modeller.
Tyskerne fremstillede over 6 millioner Panzerfäuste, og våbnet anslås at have nedkæmpet mere end 3.000 fjendtlige kampvogne.
I krigens slutfase blev tyske civile (Volkssturm) og drenge i Hitlerjugend trænet i brugen af våbnet.
| Model          | Rækkevidde | Vægt     | Granatvægt | Granatdiameter | Mundingshastighed | Gennemslagskraft |
| -------------- | ---------- | -------- | ---------- | -------------- | ----------------- | ---------------- |
| PzFst 30 klein | 30 meter   | 1,475 kg | 0,68 kg    | 100 mm         | 30 m/sek          | 140 mm ved 30°   |
| PzFst 30       | 30 meter   | 5,22 kg  | 3,0 kg     | 150 mm         | 30 m/sek          | 200 mm ved 30°   |
| PzFst 60       | 60 meter   | 6,8 kg   | 3,0 kg     | 150 mm         | 45 m/sek.         | 200 mm ved 30°   |
| PzFst 100      | 100 meter  | 6,8 kg   | 3,0 kg     | 150 mm         | 62 m/sek.         | 200 mm ved 30°   |
| PzFst 150      | 150 meter  | 7,0 kg   | 3,0 kg     | 150 mm         | 82 m/sek.         | 200 mm ved 30°   |
| PzFst 250      | 250 meter  | ?        | 3,0 kg     | 150 mm         | 150 m/sek         | 200 mm ved 30°   |

Kun PzFst 30 klein - 60 kom i masseproduktion til almindelig brug, mens PzFst 150 og PzFst 250 begge var i felttestfasen og derfor kun blev udleveret til visse frontenheder.
PzFst 30 klein - 60 brugte samme type granatrør, der hovedsageligt blev produceret af Volkswagen i Fallersleben, og begge typers affyringsrør kunne i princippet genlades på fabrikken. Men ingen rapporter findes om, at brugte rør blev sendt retur for genladning. Panzerfaust 250 skulle kunne genlades ved fronten. 
Granaten blev især produceret af Robert Tummler fra Döbeln.
Typisk tysk våbenproduktion blev PzFst 30 klein og 60 produceret sideløbende, senere blev de begge helt erstattet af Panzerfaust 100, der igen skulle havde været erstattet af Panzerfaust 250. 
Våbnet blev i 1944 udviklet til også at kunne bekæmpe infanteri. Blot ved at montere en stålkappe beregnet til at fragmentere som en håndgranat, når den sprang. Dette projekt kendes som Sprengfaust.
I september 1944 var Panzerfaust 100 klar til operativ brug og Panzerfaust 150 i januar 1945.
I april 1945 startede produktionen af Panzerfaust 250, som skulle være operativ i september 1945.
Panzerfaust 250 opnåede større rækkevidde ved at have en totrins affyring. Første ladning drev granaten ud af røret mod målet, og den næste ladning, som var påhæftet granaten, havde forsinket tænding.
Princippet i våbnet var, at gastrykket fra eksplosionen drev granaten af sted i den retning, skytten pegede røret. Fri af røret foldede en række styrefinner sig ud for at stabilisere ruten mod målet.
Granaten var principielt en hulladningsgranat, og ingen datidig kampvogn kunne modstå granaten, hvis den blev affyret inden for våbnets rækkevidde.
Ulempen var den korte rækkevidde og den kraftige bagblæst, der var farlig ved affyring i for små rum, og i en skyttegrav, samt for personel tæt bagved. Tillige var lysglimtet ret kraftigt og derved afslørende for affyringspositionen, hvilket især var problematisk ved natskydning.

## Produktion
| 1943    | 1944      | 1945      | total     |
| ------- | --------- | --------- | --------- |
| 227.800 | 4.120.500 | 2.351.800 | 6.700.100 |

I marts 1945 blev det opgjort, at 3.018.000 stk. Panzerfaust var udleveret til hæren, og kun 271.000 var i depot
Rundt regnet blev 800.000 kasseret efter levering fra fabrikken, dvs. cirka 10 % (når Panzerschreck medregnes, hvad faglitteraturen normalt gør).

## Effektivitet
I 1944 blev der opgjort, at i alt 12.541 sovjetiske kampvogne var nedkæmpet på østfronten i løbet af de første fire måneder.
Af disse kendes årsagen for de 8.130, de fleste blev nedkæmpet med granater fra kanoner - typisk kampvogne eller antitankkanoner. Tillige var det rapporteret, at 262 ud af de 8.130 var nedkæmpet med forskellige versioner af Panzerfaust. Når man tager i betragtning, at 656.300 Panzerfäuste var udleveret på det tidspunkt, og ingen af de andre pansernærbekæmpelsesvåben kunne nå 50 % af samme effekt som Panzerfaust, må man sige, at rygtet var bedre end berettiget. Almindeligvis menes antallet af nedkæmpede kampvogne i resten af krigen at stige proportionalt med antallet af producerede Panzerfäuste. Altså estimeres det, at op mod 3.000 kampvogne blev nedkæmpet i løbet af de sidste 16 måneder af krigen. 
Det skønnes, at andre nærbekæmpelsesmåder samlet set var omkring 40 % så effektive som Panzerfaust, hvorfor disse tilskrives yderligere omkring 1.000 nedkæmpede kampvogne.
Russerne kunne rundt regnet genindsætte cirka 60 % få timer efter, at de var bjærget fra fronten.
Tillige var der en udbredt brug af Panzerfaust som en "super"-håndgranat.
Bemærk også, at tyskerne ikke vidste, hvilket våben der havde nedkæmpet cirka 25 % af de ødelagte kampvogne. Sandsynligvis fordi der ikke var overlevende til at rapportere det, eller at ikke alle havde travlt med at påberåbe sig "sejren".
Den tyske hær havde ellers lavet et hvidt stofmærke med en sort kampvogn på, som man fik som "medalje", når man havde nedkæmpet en kampvogn i nærkamp, udmærkelsestegnet kaldtes "panzervernichtungsabzeichen" og mindst lige så vigtigt for soldaten var, belønningen for at uskadeliggøre en fjendtlig kampvogn var to dages orlov.
Kilder angiver at 14.000 pansernærbekæmpelsestegn blev uddelt (http://www.bunkershop.com/Bunker.pdf Arkiveret 7. marts 2016 hos  Wayback Machine)
Hvad der stemmer dårligt overens med den tyske hær eget skøn i 1944 over antallet af nedkæmpede kampvogne med nærbekæmpelsesvåben.

## Udviklingsplaner
Netop fordi granaten var en hulladning, var indgangshullet meget lille, hvor chokeffekten og den omkringfarende stålkugle nemt kunne nedkæmpe besætningen, men så heller ikke mere. Det var ofte forholdsvis nemt for fjenden, som var i fremmarch, at bjærge køretøjerne og udskifte den nedkæmpede besætning med en ny og isætte en stållap i hullet.
Det betød, at tyskerne eksperimenterede med ladninger med især ildpåvirkning, så kampvognen blev udbrændt og dernæst med kemiske midler (giftgasser) som måder at gøre kampvognen ubrugelig for en længere periode. Ingen af metoderne blev færdigudviklet, inden krigen sluttede.

## Ekstern henvisning
- Wikimedia Commons har flere filer relateret til Panzerfaust

Side om tyske panserværnsvåben fra 2. verdenskrig.
 Der er for få eller ingen kildehenvisninger i denne artikel, hvilket er et problem. Du kan hjælpe ved at angive troværdige kilder til de påstande, som fremføres i artiklen.